# Орлица (село)
Орлица (болг. Орлица) — село в Болгарии. Находится в Кырджалийской области, входит в общину Кирково. Население составляет 232 человека.

## Политическая ситуация
В местном кметстве Орлица, в состав которого входит Орлица, должность кмета (старосты) исполняет Марин Младенов Хубенов (Движение за права и свободы (ДПС)) по результатам выборов правления кметства.
Кмет (мэр) общины Кирково — Шукран Кязим Идриз (Движение за права и свободы (ДПС)) по результатам выборов в правление общины.